# 下河辺憲二
下河辺 憲二（下河邊 憲二、しもかわべ けんじ、1888年（明治21年）12月4日 - 1951年（昭和26年）3月20日）は、大日本帝国陸軍軍人。最終階級は陸軍少将。功四級。

## 経歴・人物
京都府出身。1911年（明治44年）陸軍士官学校第23期卒業、陸軍歩兵少尉に任官。
1939年（昭和14年）3月に陸軍歩兵大佐、同年5月に久留米連隊区司令官、1940年（昭和15年）12月に歩兵第88連隊長を経て、1943年（昭和18年）8月に陸軍少将・第43歩兵団長（中部軍、第43師団）に任官。翌年の1944年（昭和19年）4月に独立混成第23旅団長（支那派遣軍、第23軍）に転じ、雷州半島の警備にあたり、仏山で終戦を迎えた。戦後、戦犯指名され、のち獄死した。1948年（昭和23年）1月31日、公職追放仮指定を受けている。